# Страда ин Кјанти (Фиренца)
Страда ин Кјанти је насеље у Италији у округу Фиренца, региону Тоскана.
Према процени из 2011. у насељу је живело 2128 становника. Насеље се налази на надморској висини од 239 м.